# Hyllus interrogationis
Hyllus interrogationis är en spindelart som först beskrevs av Embrik Strand 1907.  Hyllus interrogationis ingår i släktet Hyllus och familjen hoppspindlar. Inga underarter finns listade i Catalogue of Life.